# ROKS Suh Hoowon
Le ROKS Suh Hoowon (PKG-716) est un patrouilleur lance-missiles (PKG) de la marine de la république de Corée, le cinquième navire de la classe Gumdoksuri.

## Conception
La classe Gumdoksuri est une classe de patrouilleurs de nouvelle génération conçus pour la marine de la république de Corée (ROKN), l’une des classes de navires les plus avancés technologiquement de la Corée du Sud. Ces bateaux à grande vitesse sont armés de missiles et sont conçus pour remplacer les anciens patrouilleurs de la classe Chamsuri. Les navires de 440 tonnes mesurent 63 mètres de long et 9 mètres de large. Ils ont une vitesse maximale de 41,5 nœuds (76,9 km/h). Officiellement, ils sont classés comme patrouilleurs rapides (PKX) ou comme patrouilleurs-tueurs lanceurs de missiles guidés (PKG).
La classe Gumdoksuri est équipée d’un système de combat technologique indépendant, qui se compose d’un système de ciblage électro-optique (EOTS) et d’un radar de poursuite. Le radar de recherche peut identifier plus de 100 cibles simultanément. Une autre caractéristique importante est le système de traçage électronique optique, avec fonctions de suivi de cible. 
Leur arme principale est un canon Otobreda 76 mm refroidi à l’eau. Ils sont également armés d’un canon de 40 mm et de missiles antinavires SSM-700K Haeseong. L’armement est contrôlé par un système de conduite de tir Saab CEROS 200 et les cibles sont détectées par un radar STX RadarSys SPS-100k.

## Carrière
L’Administration du programme d'acquisition de la défense (DAPA) a attribué en 2007 un contrat à STX Offshore & Shipbuilding pour la construction de quatre navires de classe Gumdoksuri. Les ROKS Han Sanggook (PKG-712) et ROKS Jo Chunhyung (PKG-713) ont été lancés en septembre 2009. Les ROKS Hwang Dohyun (PKG-715) et Suh Hoowon (PKG-716) ont été lancés en décembre 2009.
Le ROKS Suh Hoowon (PKG-716) a été construit par STX à Changwon, lancé le 11 décembre  2009 et mis en service le 26 septembre 2011.